# Gay by Day
Gay by Day è un calendario perenne a tematica LGBT italiano, ideato e realizzato da Flavio Merkel.

## Panoramica
Gay by Day è stato creato nel 2000, sull'onda della moda dei calendari di quegli anni, da Flavio Merkel, noto esperto di cinema e collaboratore di programmi Rai oltre che militante storico del movimento gay italiano. È stata una novità assoluta nel panorama dell'editoria gay italiana.
La pubblicazione è nata con lo scopo di opporsi alla disinformazione riguardo all'orientamento sessuale di alcuni personaggi, soprattutto del passato, ritenute pietre miliari della storia del movimento gay.
Il calendario, giorno per giorno, indica le date di nascita dei personaggi che hanno condizionato la storia del movimento gay italiano dagli anni settanta del XX secolo ad oggi, con più di quattrocento foto bizzarre ed originali della maggior parte delle persone citate. Da Michelangelo a Shakespeare, da Pier Paolo Pasolini a Rock Hudson, da Moschino a Rodolfo Valentino, da Amanda Lear a Mario Mieli.
Vi sono riportati alcuni protagonisti gay, lesbiche, trans e bisessuali della cultura, dello spettacolo, della politica, delle arti, nonché tante icone gay: da Mina a Dalida, da Bette Davis a Greta Garbo, da Yma Sumac a Eartha Kitt. È stato volutamente lasciato dello spazio vuoto per consentire a ognuno di aggiungere il proprio nome e quello dei propri amici.
Flavio Merkel con Gay by Day ha tentato di proporre il recupero della memoria storica in modo non cattedratico e noioso, bensì da un punto di vista più stuzzicante e divertente, indicando il mestiere o l'opera che aveva reso quel personaggio importante per il mondo LGBT, in un percorso che stimolava la curiosità per quei libri, quelle canzoni, quei film poco noti al pubblico di massa.
Distribuito in varie librerie, dopo la scomparsa del suo autore ad oggi non è stata prevista una ristampa.